# Drymaria molluginea
Drymaria molluginea är en nejlikväxtart som först beskrevs av Nicolas Charles Seringe, och fick sitt nu gällande namn av Ferdinand Didrichsen. Drymaria molluginea ingår i släktet Drymaria och familjen nejlikväxter. Inga underarter finns listade i Catalogue of Life.